# Bassa de la Serra del Sopluig
La Bassa de la Serra del Sopluig és una bassa natural en un petit afluent de la Ribera de Torrelles, al terme municipal de Cantallops. Es tracta d'un petit toll, de forma allargada seguint la direcció del curs fluvial, que té interès bàsicament per allotjar una interessant població de tortuga de rierol (Mauremys leprosa). Els marges de la bassa són força abruptes, fet que potser és conseqüència d'haver estat sobreexcavada artificialment.
Té un ús ramader intensiu i els seus marges experimenten un trepig continuat, visible entre altres factors per la pràctica absència de vegetació. Resseguint el curs fluvial hi ha un bosc de ribera estret, que en aquest sector sembla haver sofert els efectes d'una crema i presenta alguns troncs caiguts, alguns dels quals arriben a tocar la superfície de l'aigua, donant lloc a plataformes on la tortuga de rierol pot reposar i escalfar-se. L'aigua està molt eutrofitzada i presenta nombroses algues surants.
Pel que fa als hàbitats d'interès natural, segons la cartografia dels hàbitats de Catalunya en aquest espai hi apareix l'hàbitat 3150 "Estanys naturals eutròfics amb vegetació natant (Hydrocharition) o poblaments submersos d'espigues d'aigua (Potamion)".